# Draževići (Kiseljak)
Pour les articles homonymes, voir Draževići.
Draževići (en serbe cyrillique : Дражевићи) est un village de Bosnie-Herzégovine. Il est situé dans la municipalité de Kiseljak, dans le canton de Bosnie centrale et dans la fédération de Bosnie-et-Herzégovine. Selon les premiers résultats du recensement bosnien de 2013, il compte 345 habitants.

## Démographie

### Évolution historique de la population
| 1948 | 1953 | 1961 | 1971 | 1981 | 1991 | 2013 |
| ---- | ---- | ---- | ---- | ---- | ---- | ---- |
| -    | -    | 275  | 305  | 369  | 461  | 345  |

|  |

### Communauté locale
En 1991, la communauté locale de Draževići comptait 1 441 habitants, répartis de la manière suivante :